# Катержина Говоркова

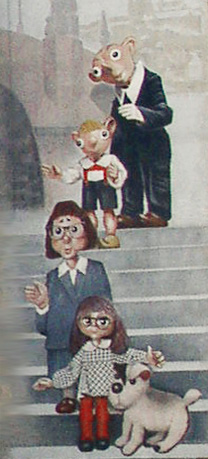
Спейбл, Гурвинек, Катержина Говоркова, Маничка и пёс Жерик

Катержина Говоркова (чеш. Kateřina Hovorková) — кукольный персонаж, созданный Иваном Моравецом в 1971 году, бабушка кукольного персонажа — Манички. Один из самых популярных кукольных персонажей Чехии, а также труппы Театра Спейбла и Гурвинека.

## История
Персонаж дебютировал в спектакле «Ловушка для Гурвинека» (чеш. Past na Hurvínka) 12 сентября 1971 года. Бабушка была задумана Милошем Киршнером как коллега Спейбла, а также артистический компаньон для Манички, Спейбла и Гурвинека. Героиню со дня её первого появления на публике и до 2017 года озвучивала Гелена Штахова.

## Характер
Очень добрая и уважаемая миловидная старушка. Педагогически настроена на любую ситуацию. Выглядит немного моложе своих лет. Очень любит вязать, а также общаться и пить чай с Маничкой, Спейблом и Гурвинеком. Спейбл и Гурвинек величают её госпожой Катержиной (чеш. Paní Kateřina), а Маничка — бабулей (чеш. bábinka).

## Мультфильмы
Госпожа Катержина постоянно появлялась в короткометражных мультфильмах, а также выпусках шоу «Театр Спейбла и Гурвинека». Была одной из героинь детской вечерней программы «Večerníček». В полнометражном мультфильме «Гурвинек: Волшебная игра» она носила имя мисс Катарина и являлась одним из второстепенных персонажей.